# Parco nazionale Skuleskogen
Il parco nazionale Skuleskogen è un parco nazionale della Svezia, nella contea di Västernorrland, nelle municipalità di Örnsköldsvik e di Kramfors. È stato istituito nel 1984 e occupa una superficie di 2.360 ha.

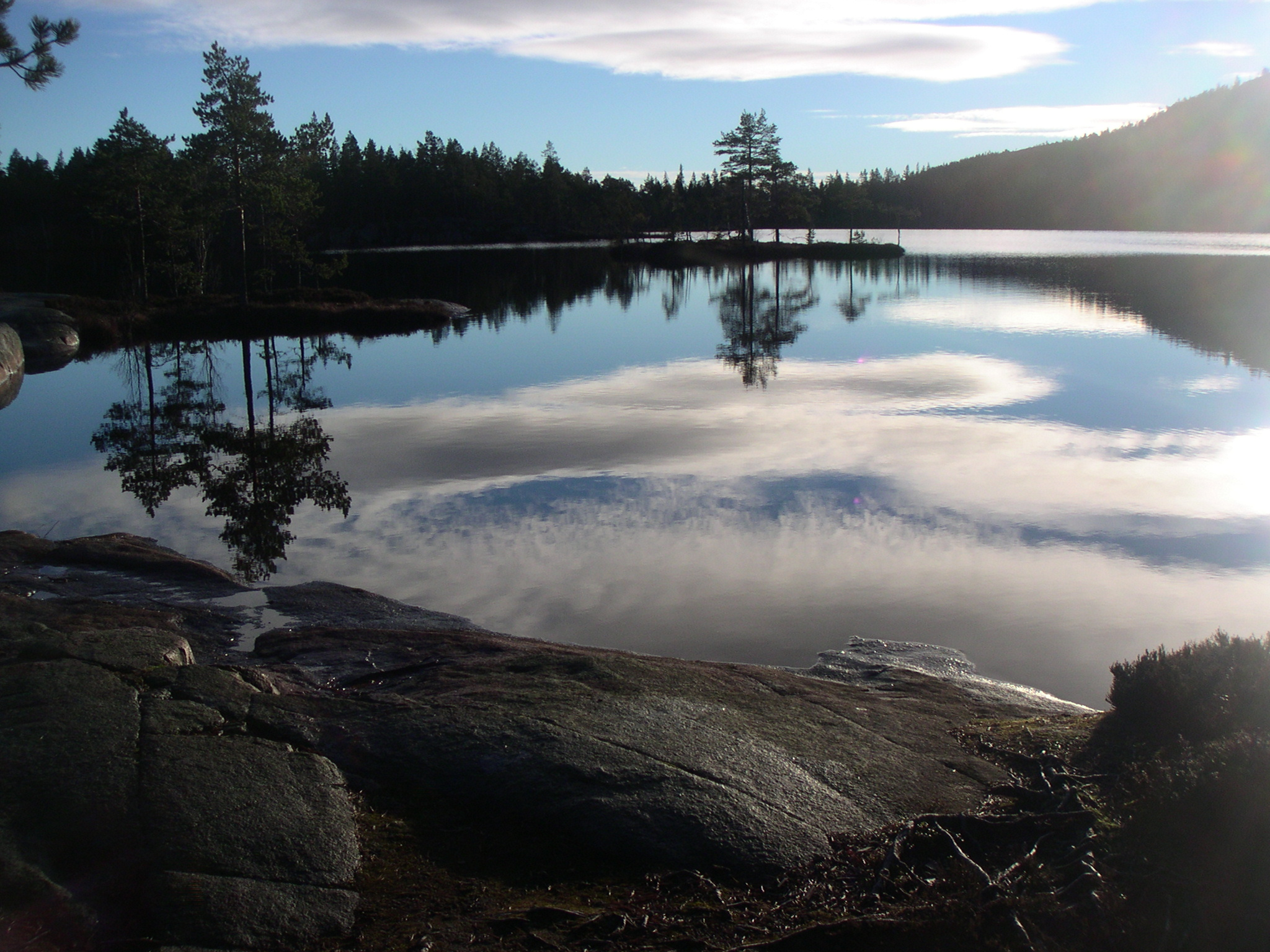
Tärnetvattnet
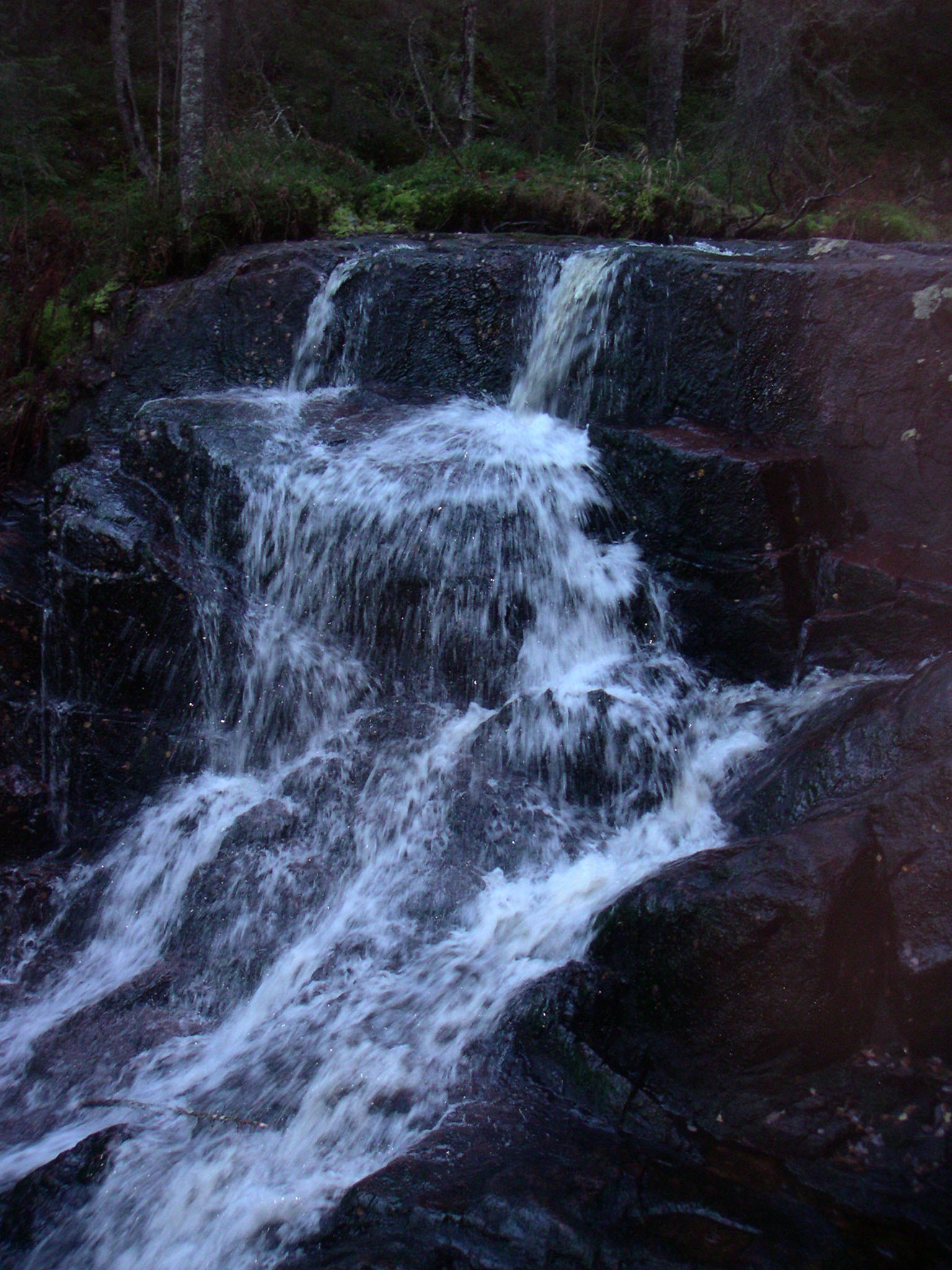
Skravelbäcken
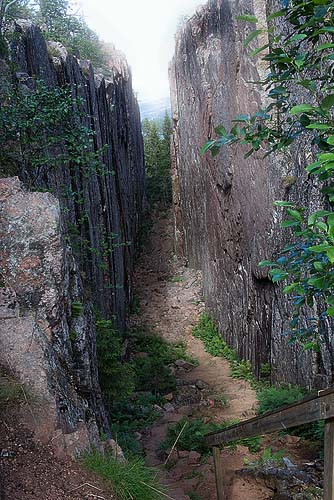
Slottdalsskrevan